# Карипов, Даурен Айтбаевич
Даурен Айтбаевич Карипов (каз. Дәурен Айтбайұлы Кәріпов; род. 2 июля 1969, с. Уч-Арал, Талдыкурганская область, Казахская ССР, СССР) — казахстанский дипломат.

## Биография
Родился 2 июля 1969 года в с. Уч-Арал Талдыкурганской области.
В 1994 году окончил Казахский Государственный университет мировых языков им. Абылай хана.
Владеет казахским, русским, английским, французским языками.

### Трудовая деятельность
С 1994 по 1995 годы — специалист Министерства транспорта и коммуникаций Республики Казахстан.

С 1995 по 1998 годы — референт, Атташе, Третий секретарь, Второй секретарь Департамента консульской службы Министерства иностранных дел Республики Казахстан.

С 1998 по 2001 годы — Третий секретарь Посольства Республики Казахстан в Федеративной Республике Германия.

С 2001 по 2003 годы — Второй секретарь Департамента консульской службы Министерства иностранных дел Республики Казахстан.

С 2003 по 2007 годы — Третий секретарь, Вице-консул, Консул генерального консульства Республики Казахстан во Франкфурте-на-Майне (ФРГ).

С 2007 по 2008 годы — руководитель управления Департамента консульской службы Министерства иностранных дел Республики Казахстан.

С 2008 по 2012 годы — Советник Посольства Республики Казахстан в Швейцарии.
С 2012 по 2013 годы — Советник Департамента консульской службы Министерства иностранных дел Республики Казахстан
С 2013 по 2016 годы — Советник, Советник-посланник Посольства Республики Казахстан в Федеративной Республике Германия.
С 2016 по 2019 годы — Генеральный консул Республики Казахстан во Франкфурте-на-Майне (ФРГ).
С 2019 по 2022 годы — Чрезвычайный и Полномочный Посол Республики Казахстан в Федеративной Республике Германия.
С 2023 по н.в. — Чрезвычайный и Полномочный Посол Республики Казахстан в Латвии.

## Семья
Женат, трое детей.